# Сан-Мауро-Абате (титулярная церковь)
Сан-Мауро-Абате (лат. Titulus Sancti Mauri Abbatis) — титулярная церковь была создана Папой Франциском 7 декабря 2024 года. Титул принадлежит церкви Сан-Мауро-Абате, расположенной на виа Франческо Сапори 10.

## Список кардиналов-священников титулярной церкви Сан-Мауро-Абате
- Фернандо Наталио Чомали Гариб — (7 декабря 2024 — по настоящее время).